# Luno
『Luno』（ルノ）は、2016年9月14日に発売された、日本のバンド藍坊主の8枚目のアルバムである。

## 解説
- 前作『ココーノ』以来約1年9か月ぶりとなるアルバムである。また、自主レーベル「Luno Records」からリリースされた初めてのアルバムであり、ドラムス以外のパートのレコーディング・MIX作業は全てメンバーの手によるものである[1]。
- 「Luno」はエスペラントで「月」という意味であり、前述の「Luno Records」をはじめ、過去楽曲の歌詞（『ハローグッバイ』『フォレストーン』収録の「羽化の月」など）にも用いられている。
- 初回限定盤には、発売前に行われたツアー「aobozu LIVE 2016「OTOMOTO ～ハナミドリームをもう一度～」」のドキュメント映像（36分間）を収録したDVDが付属した。

## 収録曲
1. ボトルシップ(4:11)
作詞・作曲：藤森真一
  - 本アルバムのリード曲であり、MVが製作されている。
2. うさぎとかめ(3:35)
作詞・作曲：藤森真一
3. ステラー(4:26)
作詞・作曲：佐々木健太
4. メッセンジャーの棲むところ(3:06)
作詞・作曲：藤森真一
5. すべてが終わった夜に(3:16)
作詞・作曲：佐々木健太
6. 降車ボタンを押さなかったら(5:31)
作詞・作曲：佐々木健太
  - 16thシングル『降車ボタンを押さなかったら』収録。
7. 魔法以上が宿ってゆく(4:28）
作詞：佐々木健太・作曲：藤森真一
  - 17thシングル『魔法以上が宿ってゆく』収録。
8. 剥がれ落ちて水になれ(3:45)
作詞・作曲：佐々木健太
9. 猫のヒゲ(3:47)
作詞・作曲：藤森真一
10. バースデイイブ(3:29)
作詞・作曲：藤森真一
11. 存在とパン(4:05)
作詞：佐々木健太・作曲：渡辺拓郎